# Langueux
Langueux település Franciaországban, Côtes-d’Armor megyében. Lakosainak száma 7947 fő (2022. január 1.). Langueux Saint-Brieuc, Hillion, Trégueux és Yffiniac községekkel határos.

## Népesség
A település népességének változása:
| Lakosok száma | 2951 | 4767 | 5938 | 6802 | 7427 | 7570 | 7692 | 7801 | 7824 | 7947 |
|               | 1968 | 1982 | 1990 | 2006 | 2013 | 2015 | 2017 | 2019 | 2020 | 2022 |